# Tipula (Nippotipula) anastomosa
Tipula (Nippotipula) anastomosa is een tweevleugelige uit de familie langpootmuggen (Tipulidae). De soort komt voor in het Oriëntaals gebied.